# 美雅
美雅（英語：Mýa Marie Harrison, 1979年10月10日—）是一位美国節奏藍調歌手、演员、时尚模特。

## 生平
1979年生于华盛顿哥伦比亚特区。

## 作品
- 《Mýa》 (1998)
- 《Fear of Flying》 (2000)
- 《Moodring》 (2003)
- 《Liberation》 (2007)
- 《Sugar & Spice》 (2008)
- 《K.I.S.S. (Keep It Sexy & Simple)》 (2011)